# Oratorio del Cristo Risorto
L'oratorio del Cristo Risorto (già SS. Annunziata) è sede di una delle più antiche confraternite di Savona e si trova nel centro storico in prossimità dell'incrocio tra la medievale via Pia e l'ottocentesca via Paleocapa.

## Storia

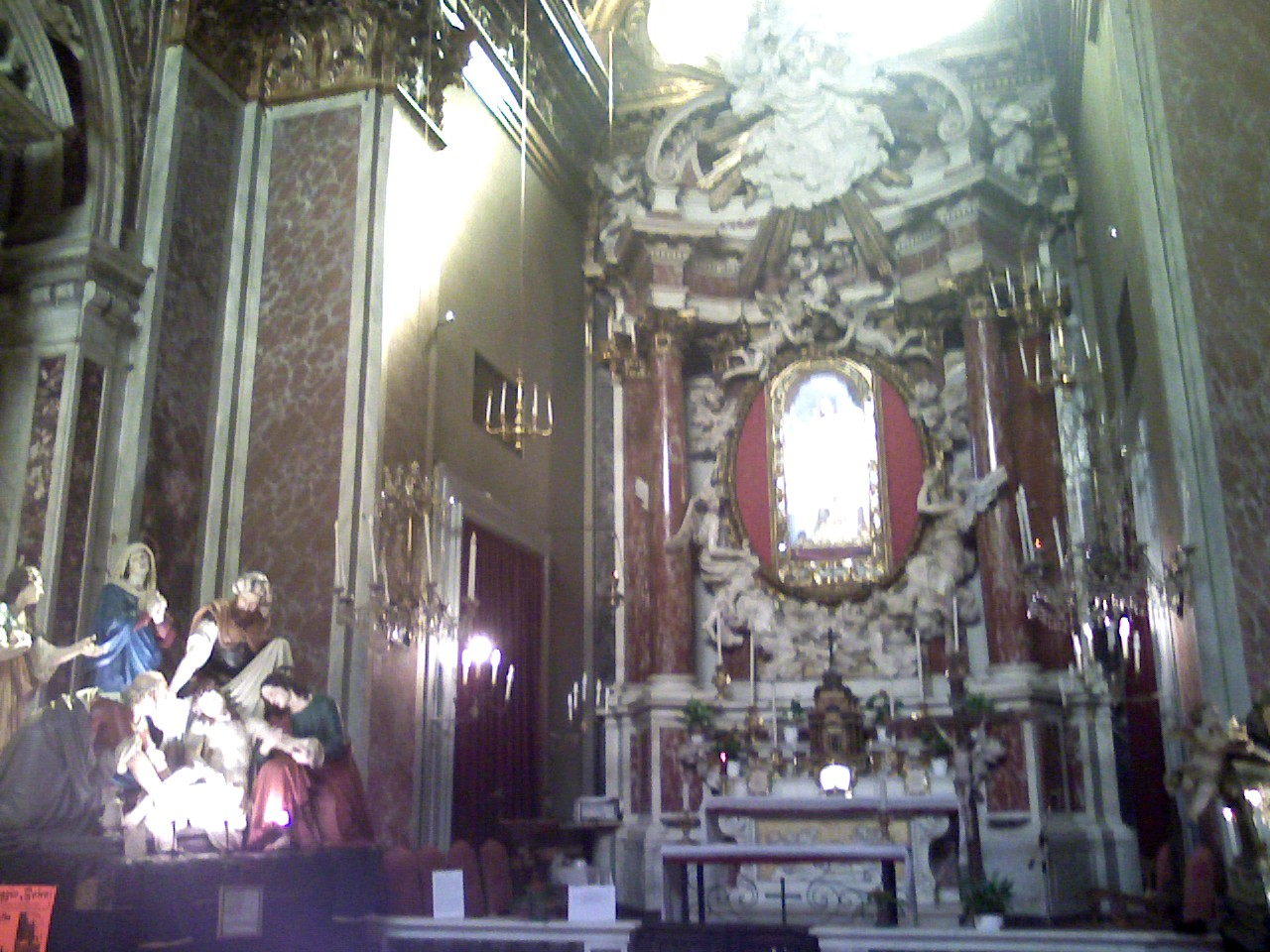
Altar maggiore

L'edificio fu in origine costruito a partire dal 1604 come luogo di culto per il monastero delle Monache Agostiniane della SS. Annunziata che lasciarono il convento il 13 giugno 1887, trasferendosi nel palazzo Gavotti di Legino. Il monastero fu in parte demolito e trasformato in scuola. La chiesa, per un certo periodo sconsacrata, fu ceduta nel 1906 alla confraternita del Cristo Risorto e venne riaperta al culto due anni dopo con l'attuale denominazione di oratorio del Cristo Risorto.

## Struttura e opere d'arte
L'oratorio è oggi inglobato quasi totalmente negli edifici ottocenteschi. Si presenta a unica navata con volta a botte illuminata da due ampie finestre: una in facciata e l'altra nel presbiterio quadrato sopra l'altare maggiore. L'esterno è semplice e spoglio, dipinto solo nel 1907 dai savonesi A. e F. Bertolotto. 

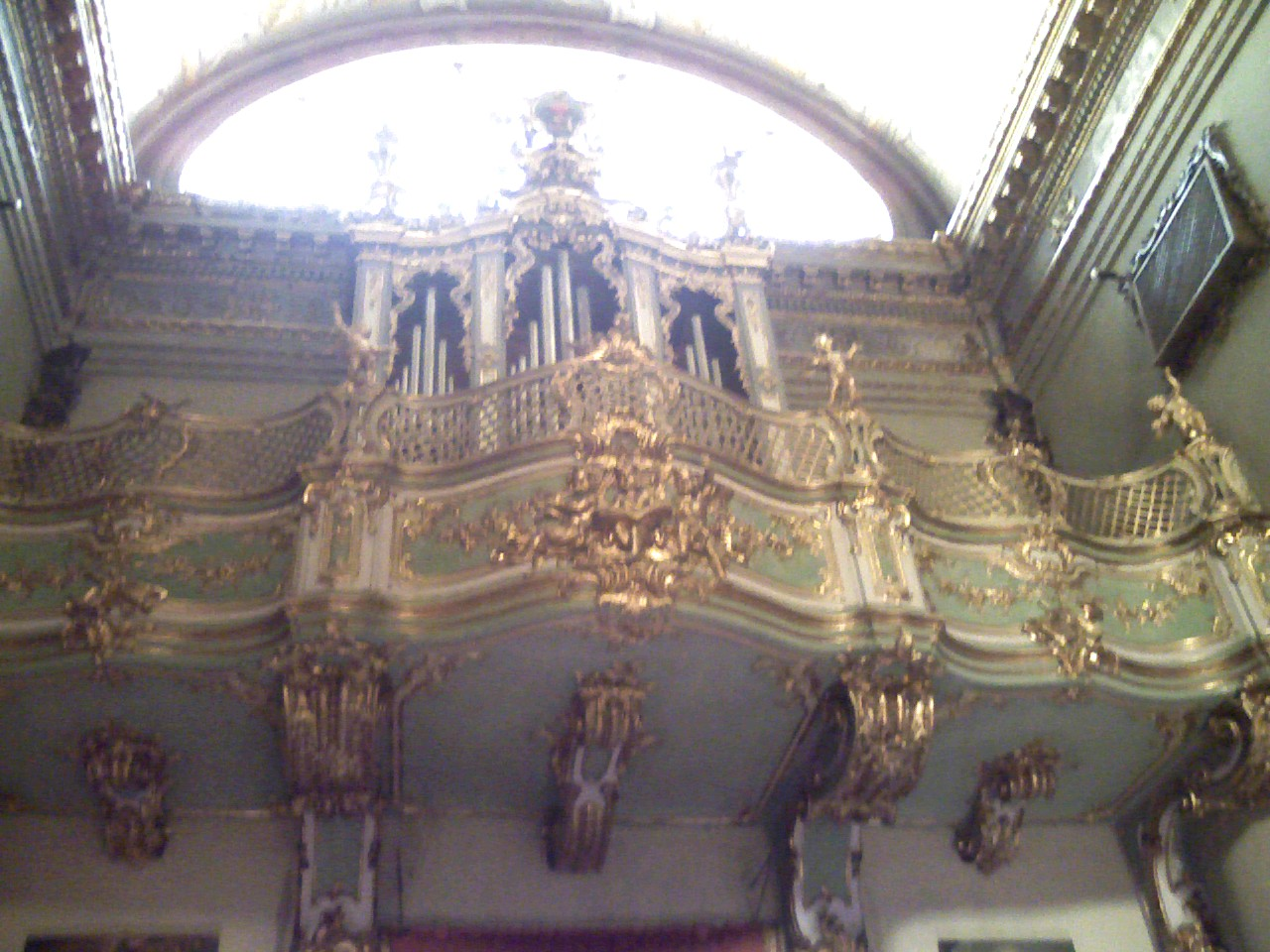
Tribuna dell'organo

Il maestoso altare maggiore è opera di Filippo Parodi e allievi e risale all'ultimo quarto del XVII secolo, mentre gli altari laterali sono stati realizzati tra il 1775 e il 1782. Al 1757 risale l'organo, costruito dai fratelli Concone. Gli affreschi sopra l'altare maggiore sono una delle opere più significative del savonese Gio Stefano Robatto (1652-1733). Gli effetti illusionistici sulla volta centrale dipinti da Giovanni Battista Natali intorno al 1735 fanno da cornice alle due medaglie di Sebastiano Galeotti (1676-1746). Da notare i quadri degli altari laterali e le tre "casse" processionali, portate a spalla per le vie di Savona alla sera del Venerdì Santo. Si tratta della Annunciazione di Anton Maria Maragliano (1717 circa) e della monumentale Deposizione di Antonio Brilla. Sopra l'altare maggiore spicca la statua cinquecentesca del Cristo Risorto, ritenuta taumaturgica, che è portata in solenne processione la mattina di Pasqua. Da ammirare con paziente attenzione gli stalli scolpiti di un coro quattrocentesco posti ai lati dell'ingresso e provenienti dalla distrutta Cattedrale del Priamar.

## Le cerimonie religiose legate al Cristo Risorto
Il sabato santo, dopo aver assistito alla Veglia pasquale in Cattedrale, i confratelli si recano processionalmente in oratorio scortando il Vescovo, che presiederà la breve ma intensa e significativa cerimonia della discesa del Risorto.
Nella chiesa, sempre gremita di fedeli, completamente buia, il Priore proclama l'avvenuta risurrezione: Resurrexit Dominus vere, alleluja!. A questo punto, accompagnato dal tradizionale canto del Benedictus, il Cristo risorto, con il solo volto illuminato, lentamente e solennemente discende fino al pavimento. Giunto in terra, dopo una preghiera guidata da monsignor Vescovo viene predisposto per il bacio del piede da parte dei fedeli accorsi.
Era antica tradizione che la Statua dovesse essere portata in processione e rientrare in oratorio la mattina di Pasqua prima del levare del sole, che l'avrebbe sciolta. Attualmente la processione che si dipana per le vie del centro savonese, onorata dalla presenza del Vescovo, parte alle ore 9.00, accompagnata dalle note della Banda Sant'Ambrogio di Legino che si intercalano con le preghiere guidate dal Priore.
Al rientro in oratorio monsignor vescovo presiede la solenne celebrazione pasquale. La statua del Cristo Risorto resta a disposizione dei fedeli che volessero renderle omaggio fino al giorno dell'Ascensione, quando al termine della Messa, ancora accompagnata dal canto del Benedictus, verrà riportata nella sua nicchia posta sopra l'altar maggiore.